# Jean Beausejour
Jean André Emanuel Beausejour Coliqueo (* 1. Juni 1984 in Santiago de Chile) ist ein ehemaliger chilenischer Fußballspieler. Er agierte bevorzugt auf den Außenbahnen als Außenstürmer. Beausejours Vater stammt aus Haiti.

## Karriere

### Verein
Jean Beausejour startete seine Karriere in seiner Heimat bei CD Universidad Católica. Nachdem er sich im ersten Jahr noch nicht hatte durchsetzen können, wechselte er als Leihspieler zu CD Universidad de Concepción. Dort stieg er mit guten Leistungen zum Stammspieler im Mittelfeld auf. Auch bei seiner Rückkehr zu CD Universidad Católica fiel er positiv auf und schoss drei Tore in 15 Spielen der chilenischen Meisterschaft. Nachdem er das Interesse anderer Vereine geweckt hatte, ging er 2004 nach Europa und unterschrieb beim Schweizer Erstligisten Servette Genf. Nach elf Spielen mit einem Torerfolg verließ er den Verein wieder und ging wieder zurück nach Südamerika und unterschrieb beim brasilianischen Klub Grêmio Porto Alegre; bei diesem Klub spielten früher auch Ronaldinho und Mário Jardel. Dort hielt es ihn nur wenige Monate, ein Grund war dabei die fehlende Spielpraxis. Aus diesem Grund ging er zurück nach Europa und unterschrieb beim belgischen Erstligisten KAA Gent. Dort lief es für ihn auch nicht gut. Aus diesem Grund ging er Anfang 2007 abermals zurück nach Südamerika und kehrte in seine Heimat zurück. Erst stand er bei CD Cobreloa und danach bei CD O’Higgins in der ersten chilenischen Liga unter Vertrag. Bei CD O’Higgins schoss er in 34 Spielen 13 Tore und war damit an den guten Ergebnissen des Clubs maßgeblich beteiligt. 2009 wechselte Beausejour zum mexikanischen Traditionsverein Club América und stieg dort schnell wieder zum Stammspieler auf.
Nach guten Leistungen bei der WM 2010, wechselte er Ende August 2010 zum dritten Mal nach Europa, als Birmingham City ihn am 31. August verpflichtete. Da er mit der Mannschaft in der Saison 2010/11 in die Zweitklassigkeit abstieg, wechselte er im Winter 2012 zurück in die erste Liga zu Wigan Athletic. Dort unterschrieb er einen Zweieinhalbjahresvertrag. Seit 2014 steht er beim chilenischen Spitzenklub Colo Colo Chile unter Vertrag. Nach zwei Jahren dort wechselte für 2,27 Millionen Euro er zum nächsten chilenischen Spitzenclub, zu CF Universidad de Chile, wo er auch direkt einen Stammplatz sicher hatte. 2021 ging er zu Absteiger Coquimbo Unido, mit denen er den direkten Wiederaufstieg schaffte. Nach dem Jahr im Norden des Landes beendete Beausejour seine Karriere.

### Nationalmannschaft
Für die Chilenische Fußballnationalmannschaft lief er seit 2004 in 105 Länderspielen auf (Stand: 6. Juli 2019). Im Qualifikationsspiel zur Weltmeisterschaft 2010 am 10. Juni 2009 schoss er gegen Bolivien das Tor zur 1:0-Führung, dies war zugleich sein erster Torerfolg in der Nationalelf. Sein zweites Tor gelang ihm bei der Fußball-Weltmeisterschaft 2010 in Südafrika im ersten Gruppenspiel von Chile gegen Honduras. Er traf in der 34. Minute zum 1:0, dies war auch der Endstand und der erste Sieg der chilenischen Mannschaft bei einer Weltmeisterschaft seit 1962. Insgesamt kam er zu drei weiteren Einsätzen, ehe das Team im Achtelfinale gegen Brasilien ausschied. Auch bei der WM 2014 war Beausejour dabei. Auch hier erzielte er ein Tor in der Gruppenphase, gegen Australien. In nur zwei von vier Spielen war er dabei, da die Chilenen wieder gegen Brasilien im Achtelfinale rausflogen. Bei den Copa América war Chile mit Beausejour immer vertreten. Beausejour war auch bei den beiden Siegen 2015 und 2016 dabei.
Am 27. März 2018 bestritt er beim torlosen Freundschaftsspiel gegen Dänemark sein 100. Länderspiel. Sein bisher letztes Länderspiel bestritt er im  Spiel um Platz 3 bei der Copa América 2019, das mit 1:2 gegen Argentinien verloren wurde.

## Erfolge

### Verein
Universidad Católica
- Chilenischer Meister: Apertura 2002

Grêmio
- Meister der Série B: 2005

Birmingham City
- Football-League-Cup-Sieger: 2010/11

Wigan Athletic
- FA-Cup-Sieger: 2012/13

Colo-Colo
- Chilenischer Meister: Apertura 2015

Universidad de Chile
- Chilenischer Meister: Clausura 2017

Coquimbo Unido
- Meister der Primera B: 2021

### Nationalmannschaft
- Copa América: 2015
- Copa América Centenario 2016